# DDT Pro-Wrestling
DDT Pro-Wrestling, también conocida como DDT o D2T, es una empresa de lucha libre profesional japonesa en Shinjuku, Tokio, Japón. Su nombre significa Dramatic Dream Team, que era el nombre oficial de la empresa de 1997 a 2004. Fue fundada en 1997 por Shintaro Muto, pero Shoichi Ichimiya, quien finalmente compró y administró la empresa hasta diciembre de 2005, se hizo cargo de Sanshiro Takagi como el nuevo presidente. En 2017, se vendió DDT a CyberAgent. Takagi mantuvo su posición, mientras que Takahiro Yamauchi asumió el cargo de nuevo director de DDT. 
El DDT se convirtió en una de las mejores promociones en la lucha libre japonesa al crear un estilo de entretenimiento deportivo único, a menudo parodia de la WWE, con un toque japonés puro para sus luchas. DDT ha tenido acuerdos con varias MMA y promociones de lucha profesional en todo el mundo. El mayor evento de DDT es el Ryōgoku Peter Pan, que se celebra cada año desde 2009.
DDT es conocida por un estilo humorístico de entretenimiento sumamente absurdo, predominando situaciones y combates muy excéntricos y creativos.

## Historia
La promoción fue fundada por Shintaro Muto, Sanshiro Takagi, Kyohei Mikami y Kazushige Nosawa  , después de que estos cuatro luchadores de la lucha libre de la izquierda se retiraran. La promoción se llamó Dramatic Dream Team, su primer evento tuvo lugar el 31 de enero de 1997, en Tokio. En 1999, DDT comenzó a producir resúmenes de pago por visión de su producto en DirectTV.
DDT se convirtió en uno de los principales empresa independiente japonesa al crear un estilo único de entretenimiento deportivo con un estilo japonés puro para los combates.
Las luchas de cartas tienden a ser una mezcla de lucharesu japonés (una combinación de lucha libre y puroresu tradicional ), shoot-style, peleas de hardcore y comedia. El DDT es, en muchos sentidos, una parodia de la lucha profesional estadounidense, particularmente la WWE, que utiliza artimañas superfluas (especialmente Danshoku Dino), así como tipos de enfrentamientos únicos que incluyen un combate hardcore en un campamento (que incluye el uso de cohetes de botella como armas). ), un "Deathmatch de oficina" (donde el ring se configuró para parecerse a una sección de un edificio de oficinas, con paredes de cubículos y computadoras), y un "Combate de silencio" (donde a los luchadores se les prohibió hacer ruidos fuertes, lo que resultó en un lento -mocionan golpes y golpes y presentamos al equipo de comentarios hablando en un falso susurro.
Luego, la empresa estableció su propio órgano de gobierno en 2000, el Rey del DDT, acortado como KO-D, creando el Campeonato de Peso Abierto de KO-D, el Campeonato de Peso Pesado de Ironman de DDT y el Campeonato en Parejas de KO-D. DDT también creó su propio torneo por equipos, el DDT Tag League. Más tarde, en 2003, Shoichi Ichimiya se convirtió en el nuevo presidente de DDT. En 2004, DDT cambió su nombre a DDT Pro Wrestling. En octubre, DDT consiguió un espacio de tiempo en Fighting TV Samurai, creando su programa de transmisión regular DDT Dramatic Fantasia.
El 28 de diciembre de 2005, Ichimiya se retiró de la lucha profesional y anunció su salida del DDT. Esto llevó a Sanshiro Takagi a hacerse cargo de la promoción como el nuevo presidente.
Luego, la compañía se enfocó en la disputa entre el stable face de Italian Four Horsemen y el stable heel Disaster-Box. En noviembre de 2006, DDT anunció la creación de su cuarto título activo, el Campeonato de División Extrema de DDT. Más tarde, en 2007, DDT anunció una relación de trabajo con Dragon Gate. DDT y Dragon Gate celebraron su primer show co-promovido, Dramatic Dream Gate el 18 de abril de 2007 en Shinjuku Face en Tokio, Japón. El grupo fue establecido como un medio para ayudar a las numerosas promociones de lucha libre en Japón. En 2009, DDT anunció que iban a convertirse en una sociedad por acciones, convirtiendo a su compañía de privada a pública.
En marzo de 2010, DDT anunció una relación de trabajo con Big Japan Pro Wrestling. Más tarde, en marzo, Takagi anunció el DDT48 (más tarde renombrado como Dramatic Sousenkyo), que es un voto de fanático donde el ganador recibe una oportunidad por el Campeonato de Peso Abierto KO-D. Más tarde, ese mismo mes, Michael Nakazawa renunció cuando el CEO de DDT y Amon Tsurumi se convirtieron en el gerente general de la promoción.
El 4 de junio, DDT lanzó otra sub-marca llamada Tokyo Joshi Pro-Wrestling, que era exclusiva para la división femenina. DDT celebró su 15 aniversario el 18 de agosto de 2012 al celebrar su primer evento en Nippon Budokan. El 23 de diciembre de 2012, DDT anunció la creación de su quinto título activo, el Campeonato en Parejas 6-Man de KO-D. El 17 de enero de 2013, DDT anunció que Daisuke Sasaki había firmado un contrato para hacer oficialmente el DDT su promoción de hogar, terminando sus días como freelance. El 17 de abril, DDT formó otra marca secundaria Ganbare☆Puroresu. El 3 de mayo, el evento Max Bump de DDT fue transmitido en vivo por Samurai TV . Después de eso, DDT lanzó un programa semanal DDT Pro Wrestling Banzai, que también fue transmitido por Samurai TV.
El 14 de enero de 2015, DDT abrió una escuela de lucha libre femenina con Makoto Oishi y Cherry como instructores.  Más tarde, el DDT anunció la creación de su sexto título activo, el Campeonato del Rey de la Oscuridad , que sería "ganado" por el perdedor de un dark match. El 23 de junio, DDT abrió el Dropkick Bar, que es un bar deportivo profesional de lucha, boxeo y artes marciales mixtas. Personalidades de la lucha libre profesional aparecen regularmente en el bar. El 17 de agosto se anunció que Union Pro se retiraría después de su evento del 10.º aniversario el 4 de octubre.
Tres días después de su plegamiento, Union fue reemplazado por una nueva marca llamada Pro-Wrestling Basara, que se lanzó en enero de 2016.

## DDT Universe
El 24 de octubre de 2016, el propietario de DDT Sanshiro Takagi llegó al ring antes del evento de ese día y anunció que DDT debutaría su propio servicio de video on demand, llamado DDT Universe, en enero de 2017.
Algunos de los principales eventos de DDT se transmiten en vivo por el servicio, que también presenta coincidencias de los archivos de la promoción, que se remontan a 2004, así como coincidencias de la filial de DDT y el ADN de promociones asociadas (DDT New Attitude), Pro Wrestling Basara, Tokio Joshi Pro, Union Pro Wrestling y Ganbare Pro Wrestling.
Además de shows completos y luchas, la promoción también presenta documentales que muestran la vida de los luchadores fuera del ring.

## Personal de DDT Pro-Wrestling

### Plantel de luchadores y otros

#### DDT Pro-Wrestling
| Nombre                  | Nombre Real        | Notas                                        |
| ----------------------- | ------------------ | -------------------------------------------- |
| Akito                   | Desconocido        |                                              |
| Antonio Honda           | Antonio Honda      | Contrato libre.                              |
| Cherry                  | Desconocido        |                                              |
| Chris Brookes           | Desconocido        | Contrato libre.                              |
| Colt Cabana             | Scott Colton       | Contrato libre.                              |
| Daisuke Sasaki          | Daisuke Sasaki     | Campeón de Peso Abierto de KO-D.             |
| Danshoku Dino           | Akiru Miyashita    |                                              |
| Gorgeous Matsuno        | Desconocido        |                                              |
| Gota Ihashi             | Desconocido        |                                              |
| Harashima               | Desconocido        |                                              |
| Hoshitango              | Imachi Salomón     |                                              |
| Kazuki Hirata           | Desconocido        |                                              |
| Kazusada Higuchi        | Desconocido        |                                              |
| Keisuke Ishii           | Keisuke Ishii      |                                              |
| Ken Ohka                | Desconocido        |                                              |
| Konosuke Takeshita      | Konosuke Takeshita |                                              |
| Kudo                    | Atsushi Kudo       |                                              |
| Ladybeard               | Richard Magarey    |                                              |
| Mad Paulie              | Masato Shibata     |                                              |
| Makoto Oishi            | Makoto Oishi       |                                              |
| Masa Takanashi          | Masahiro Takanashi |                                              |
| Michael Nakazawa        | Michael Nakazawa   |                                              |
| Mike Bailey             | Desconocido        |                                              |
| Saki Akai               | Desconocido        | Campeonato de Peso Pesado de Ironman de DDT. |
| Sanshiro Takagi         | Sanshiro Takagi    |                                              |
| Shuji Ishikawa          | Shuji Ishikawa     | Contrato libre.                              |
| Soma Takao              | Desconocido        |                                              |
| Super Sasadango Machine | Desconocido        | Contrato libre.                              |
| Tetsuya Endo            | Desconocido        |                                              |
| Tomomitsu Matsunaga     | Desconocido        |                                              |
| Toru Owashi             | Toru Ito           | Contrato libre.                              |
| Yasu Urano              | Desconocido        |                                              |
| Yoshihiko               | Desconocido        |                                              |
| Yukio Sakaguchi         | Yukio Sakaguchi    |                                              |
| Yuko Miyamoto           | Yuko Miyamoto      |                                              |
| Yuni                    | Desconocido        |                                              |

#### DDT New Attitude
| Nombre             | Notas                  |
| ------------------ | ---------------------- |
| Dai Suzuki         | King of Dark Champion  |
| Daiki Shimomura    |                        |
| Diego              |                        |
| Kota Umeda         |                        |
| Kouki Iwasaki      |                        |
| Mao                | KO-D Tag Team Champion |
| Mizuki             |                        |
| Naomi Yoshimura    |                        |
| Nobuhiro Shimatani |                        |
| Rekka              |                        |
| Suguru Miyatake    |                        |
| Shunma Katsumata   |                        |
| Yuki Ueno          |                        |